# Carnival of Carnage
Carnival of Carnage è l'album di debutto del gruppo Horrorcore Insane Clown Posse. Le sessioni per la registrazioni dell'album sono iniziate nel 1991 e finite nell'estate del 1992, l'album è stato pubblicato il 18 ottobre del 1992. L'album vanta le collaborazioni di Kid Rock e Esham.

## Background
Joseph Bruce e Joseph Utsler, hanno formato il gruppo nel 1990 sotto il nome di Inner City Posse e si esibivano in dei locali notturni di Detroit. Successivamente hanno cambiato il nome Inner City Posse in Insane Clown Posse e decisero di cambiare anche sottogenere del Rap, infatti, passarono dal Gangsta rap all'Horrorcore visto che in quei tempi molti rapper provenienti principalmente da Los Angeles facevano Gangsta rap(Eazy-E, Ice Cube, The D.O.C., etc...) rendendo difficile per il gruppo di differenziarsi stilisticamente.

## Registrazione
L'album è stato registrato a Michigan, Detroit. Chuck Miller, ha prodotto quattro canzoni dell'album, ovvero: Red Neck Hoe, Psychopathic, Your Rebel Flag e Night of the Exe, le altre 11 sono state prodotte da Mike E. Clark. Esham è stato pagato 500 $ per la sua collaborazione nella seconda traccia e Kid Rock è stato pagato 600 $ per la sua collaborazioni in Is That You?.

## Tracce
1. Intro
2. Carnival of Carnage – con Esham
3. The Juggla
4. First Day Out
5. Red Neck Hoe
6. Wizard of the Hood
7. Guts on the Ceiling
8. Is That You? – con Kid Rock
9. Night of the Axe
10. Psychopathic
11. Blackin' Your Eyes
12. Never Had it Made
13. Your Rebel Flag
14. Ghetto Freak Show
15. Taste – con Jumpsteady, Capitol E., Nate The Mack e Esham

## Formazione
- Violent J – voce, produttore
- Shaggy 2 Dope – voce, scratching
- John Kickjazz – voce
- Nate The Mack – voce
- Kid Rock – voce, scratching
- Capitol E – voce
- Jumpsteady – voce
- Esham – voce, produttore
- Mike E. Clark – produttore
- Chuck Miller - produttore